# Colotis lucasi
Colotis lucasi is een vlindersoort uit de familie van de Pieridae (witjes), onderfamilie Pierinae.
Colotis lucasi werd in 1867 beschreven door Grandidier.